# 邓士廉
鄧士廉（1611年12月9日—1661年8月13日），字人麟，四川广安州人，明末政治人物。

## 生平
崇禎十五年（1642年）壬午科中式四川鄉試第九名舉人，崇禎十六年（1643年）聯捷癸未科進士，授官廣東海阳县知縣，累官吏部左侍郎。隨永曆帝至緬甸，官至吏部尚书兼大学士，死於咒水之難。乾隆四十一年賜諡節愍。

## 家族
曾祖鄧榮（太學生）；祖鄧英（太學生）；父鄧自得（庠生）。
有弟鄧士昌，萬曆丁未進士。
鄧士廉是中共領導人邓小平的八世祖。